# 1944년 뉴욕 영화 비평가 협회상
제10회 뉴욕 영화 비평가 협회상은 1944년 영화를 대상으로 하는 시상식이다.

## 수상 및 후보

### 작품상
- 나의 길을 가련다

### 감독상
- 나의 길을 가련다 - 레오 맥캐리 수상

### 여우주연상
- 구명 보트 - Tallulah Bankhead 수상

### 남우주연상
- 나의 길을 가련다 - 베리 피츠제럴드 수상